# 마르코 투치
마르코 투치(몬테네그로어: Марко Тући / Marko Tući, 1998년 12월 4일~)는 몬테네그로의 축구 선수로 포지션은 중앙 수비수이다. 현재 K리그1의 강원 FC와 몬테네그로 축구 국가대표팀에서 활동하고 있으며 K리그 등록명은 강투지이다.

## 구단 경력

### 강원 FC
2023년 6월 28일, 강원 FC는 투치를 영입했다고 발표했고 그의 등록명을 투치로 지정했다. 이후 2023년 7월, 강원 FC는 강원특별자치도의 아들이 되라는 의미의 '강'과 '투지'에 강하다는 의미를 결합해 투치의 등록명을 강투지로 변경했다.
투치는 2023년 7월 2일 강원이 인천 유나이티드 FC에 0대 1로 패배한 경기에서 86분 양현준과 교체되며 강원 FC 데뷔전을 가졌다. 그는 8월 19일 수원 FC와의 홈경기에서 전반 20분 강원 소속으로 첫 번째 득점을 기록했으나 강원은 수원 FC에게 1대 2로 역전패했다.
2023년 12월 20일, 강원 FC는 투치와의 계약을 연장했다.

## 국가대표팀 경력
투치는 2022년 11월 20일 몬테네그로 축구 국가대표팀과 슬로베니아 축구 국가대표팀과의 친선 경기에서 77분 부칸 사비체비치와 교체되어 경기장에 투입되며 몬테네그로 대표팀에 데뷔했다.

## 플레이 스타일
투치는 190cm의 신체조건을 바탕으로 경기 운영 능력과 수비 시 상대 공격 흐름을 미리 저지하는 플레이, 빌드업에 강점을 보인다.